# 异瓜参属
异瓜参属（学名：Afrocucumis）为硬瓜参科的一个属。

## 下级分类
本属包括以下物种：
- 非洲异瓜参 Afrocucumis africana (Semper, 1867)
- Afrocucumis ovulum (Selenka, 1867)
- Afrocucumis stracki Massin, 1996